# Список первых секретарей Ивановского областного комитета КПСС
Ивановский областной комитет ВКП(б), Ивановский областной комитет КПСС —  руководящий партийный орган областной организации Коммунистической партии Советского Союза, существовавший в Ивановской области с 1929 по 1991 год. Являлся высшим органом  областной организации КПСС между областными конференциями КПСС.

## История
В 1929 году в рамках административной реформы создаётся Ивановская Промышленная область, объединившая бывшие Иваново-Вознесенскую, Владимирскую, Костромскую и Ярославскую губернии. Одновременно создаётся областной комитет ВКП(б) — орган регионального управления структур партии. Обком разместился в бывшем особняке фабриканта Л.М. Гандурина (Иваново, ул. Пушкина, 9). Председателем оргбюро стал Николай Николаевич Колотилов, ранее занимавший пост ответственного секретаря Иваново-Вознесенского губернского комитета ВКП(б). С июля 1929 года он был ответственным секретарём обкома, с июня 1930 — 1-м секретарём.
Ивановский Промышленный областной комитет ВКП(б) существовал с 1929 по 1936 год.
11 марта 1936 года Ивановская Промышленная область была разделена на Ивановскую и Ярославскую области. В каждой области были созданы областные комитеты ВКП(б).
Ивановский областной комитет ВКП(б) существовал с 1936 по 1952 год.
В октябре 1952 года ВКП(б) была переименована в Коммунистическую партию Советского Союза (КПСС) и соответственно обком переименован в Ивановский областной комитет КПСС.
В январе 1963 года обком был разделён на промышленный обком и сельский обком. В октябре 1964 года такое разделение было упразднено.
23 августа 1991 года деятельность КПСС на территории РСФСР приостановлена, а 6 ноября того же года запрещена.

## Деятельность
Комитет избирался областными конференциями КПСС. Занимался реализацией решений областных конференций, организацией и утверждением районных партийных организаций Ивановской области, выполнением решений ЦК партии. Подчинялся (до 1990 года) Центральному комитету КПСС ( с 1990 – ЦК коммунистической партии РСФСР).
Для повседневного руководства работой областной партийной организации обком избирал бюро, а для рассмотрения текущих вопросов и проверки их исполнения создавал секретариат. На пленумах комитетов утверждались также председатели партийных комиссий, заведующие отделами этих комитетов, редакторы партийных газет и журналов. Для рассмотрения текущих вопросов и проверки их исполнения создавался секретариат. Пленум областного комитета созывался не реже одного раза в четыре месяца.
Высшим должностным лицом областной организации КПСС являлся первый секретарь, избиравшийся на пленуме областного комитета КПСС по предложению секретариата Центрального Комитета КПСС. Кандидатуры второго (как правило, отвечал за организационные вопросы) и третьего секретарей (как правило, отвечал за идеологические вопросы) согласовывались также с секретариатом ЦК КПСС.
Обком КПСС отвечал за проведение политики партии в области, вёл политическую и организаторскую работу по выполнению всеми государственными и общественными организациями директив и решений партии, указаний её Центрального комитета, проводил идеологическую работу, руководил работой Советов депутатов трудящихся, профсоюзов, комсомола и других организаций, а также средств массовой информации через работающих в них коммунистов, решал социально-экономические задачи, контролировал деятельность учреждений науки, культуры, образования, занимался подбором и расстановкой руководящих кадров, организацией учреждений партии в пределах области.

## Первые секретари областного комитета партии
Перечень Первых секретарей регионального комитета коммунистической партии:
| N                                                        | Первый секретарь                                         | Годы жизни                                               | Период руководства                                       | Примечание                                               |                                                          |
| Первые секретари Ивановского Промышленного обкома ВКП(б) | Первые секретари Ивановского Промышленного обкома ВКП(б) | Первые секретари Ивановского Промышленного обкома ВКП(б) | Первые секретари Ивановского Промышленного обкома ВКП(б) | Первые секретари Ивановского Промышленного обкома ВКП(б) | Первые секретари Ивановского Промышленного обкома ВКП(б) |
| -------------------------------------------------------- | -------------------------------------------------------- | -------------------------------------------------------- | -------------------------------------------------------- | -------------------------------------------------------- | -------------------------------------------------------- |
| 1                                                        | Колотилов, Николай Николаевич                            | 1 мая 1885 — 13 августа 1937                             | июль 1929 — январь 1932                                  |                                                          |                                                          |
| 2                                                        | Носов, Иван Петрович                                     | 21 мая 1888 — 27 ноября 1937                             | январь 1932 — 11 марта 1936                              | Был руководителем до 1937 года                           |                                                          |
| Первые секретари Ивановского обкома ВКП(б)               |                                                          |                                                          |                                                          |                                                          |                                                          |
|                                                          | Носов, Иван Петрович                                     | 21 мая 1888 — 27 ноября 1937                             | 11 марта 1936 — 5 августа 1937                           |                                                          |                                                          |
| 3                                                        | Симочкин, Василий Яковлевич                              | 1895 — 10 марта 1939                                     | 5 августа 1937 — ноябрь 1937                             |                                                          |                                                          |
| 4                                                        | Седин, Иван Корнеевич                                    | 12 мая 1906 — 4 января 1972                              | 10 июля 1938 — октябрь 1939                              |                                                          |                                                          |
| 5                                                        | Пальцев, Георгий Николаевич                              | 23 апреля 1906 — 6 ноября 1964                           | январь 1940 — август 1944                                |                                                          |                                                          |
| 6                                                        | Капранов, Григорий Матвеевич                             | 30 января 1906 — 26 мая 1960                             | август 1944 — февраль 1947                               |                                                          |                                                          |
| 7                                                        | Лукьянов, Владимир Васильевич                            | 7 июля 1901 — 27 октября 1958                            | февраль 1947 — август 1952                               |                                                          |                                                          |
| 8                                                        | Титов, Фёдор Егорович                                    | 8 января 1910 — 18 мая 1989                              | 8 января август 1952 — октябрь 1952                      | Был руководителем до 1959 года                           |                                                          |
| Первые секретари Ивановского обкома КПСС                 |                                                          |                                                          |                                                          |                                                          |                                                          |
|                                                          | Титов, Фёдор Егорович                                    | 8 января 1910 — 18 мая 1989                              | октябрь 1952 — 22 сентября 1959                          |                                                          |                                                          |
| 9                                                        | Капитонов, Иван Васильевич                               | 10 февраля 1915 — 28 мая 2002                            | 22 сентября 1959 — декабрь 1964                          | В 1963—1964 годах Первый секретарь промышленного обкома  |                                                          |
|                                                          | Морозов, Иван Степанович                                 | 23 октября 1920 — 9 октября 1984                         | январь 1963 — декабрь 1964                               | Первый секретарь сельского обкома                        |                                                          |
| 10                                                       | Смирнов, Александр Николаевич                            | 17 августа 1909 — 22 июня 1972                           | декабрь 1964 — 22 июня 1972                              |                                                          |                                                          |
| 11                                                       | Клюев, Владимир Григорьевич                              | 6 августа 1924 — 4 февраля 1998                          | 21 июля 1972 — 15 июля 1985                              |                                                          |                                                          |
| 12                                                       | Князюк, Михаил Александрович                             | род. 26 февраля 1940                                     | 15 июля 1985 — 19 апреля 1990                            |                                                          |                                                          |
| 13                                                       | Тихомиров, Владислав Николаевич                          | 14 августа 1939 — 19 июня 2017                           | 2 июня 1990 — 4 августа 1990                             |                                                          |                                                          |
| 14                                                       | Ступин, Вячеслав Григорьевич                             | род. 1 января 1947                                       | 25 августа 1990 — август 1991                            |                                                          |                                                          |